# 白山大桥 (吉林)
白山大桥位于中国吉林省吉林市丰满区，是跨越松花江的一座正在建设中的桥梁。于2016年9月动工。
大桥全长1638.8米，宽34米，双向6车道。连接丰满区松江南路和邓小平广场。